# 'Iffat al-Thunayan
ʿIffat al-Thunayān (in arabo عفت بنت محمد بن سعود الثنيان آل سعود‎?; Istanbul, 1916 – Riyad, 17 febbraio 2000) è stata una principessa saudita, moglie di re Fayṣal.
ʿIffat è stata la seconda e più importante consorte di re Fayṣal. È stata talvolta indicata come Regina ʿIffat, Emira ʿIffat o Principessa ʿIffat. Era nota per il suo sforzo di migliorare l'istruzione del regno. È stato la fondatrice del modello scolastico di Ṭāʾif e della prima università femminile dell'Arabia Saudita.

## Origini e formazione
ʿIffat al-Thunayān faceva parte di un ramo cadetto degli Al Sa'ud, gli al-Thunayān. È nata a Istanbul nel 1916.
Il padre di ʿIffat era Muḥammad bin Saʿūd al-Thunayān, ufficiale militare dell'esercito ottomano. È morto in combattimento tra il 1918 e il 1923. Sua madre, Āsiya, era una donna turca, di origine ungherese o circassa. Aveva un fratello germano, Zaki, e due fratellastri, Kamal e Mozaffar.
Il suo bisnonno è stato governatore di Riyad nel 1840. Suo nonno era stato portato in Turchia come prigioniero dell'Impero ottomano dopo il crollo del Primo Stato Saudita. Una delle sorellastre di ʿIffat, Layla, ha sposato il principe Sulṭān. Il suo zio paterno, Ahmed al-Thunayan (1889 - 1921), è stato uno dei consiglieri di re ʿAbd al-ʿAzīz.
ʿIffat è stata educata a Istanbul sotto la supervisione della zia Jawhara bint ʿAbd Allāh al-Thunayān. La famiglia era molto povera. Andò a scuola con le scarpe piene di carta invece che con le suole. Ha poi conseguito l'abilitazione all'insegnamento. A causa della caduta dell'Impero ottomano, lei e la sua famiglia tornarono in Arabia Saudita. Nel 1925, la famiglia di ʿIffat ha chiesto assistenza finanziaria per farla andare in pellegrinaggio a La Mecca.

## Matrimonio di Fayṣal
Nel 1931, il principe Fayṣal incontrò ʿIffat per la prima volta mentre stava effettuando un pellegrinaggio a La Mecca con la zia. Il futuro re, che al tempo era viceré del Hijaz, la ha fatta tornare in Turchia con la zia. Tuttavia, c'è un'altra versione circa il loro primo incontro. In esso si afferma che questo avvenne a Istanbul nel 1932, quando il principe Fayṣal era in visita alla città di ritorno da una visita ufficiale in Unione Sovietica. In seguito la portò a Gedda per sposarla lo stesso anno. I coniugi risiedevano a La Mecca.
Poiché nessuno dei due parlava la lingua dell'altro, si sono insegnati a vicenda i rispettivi. Ebbero nove figli, cinque maschi e quattro femmine: Moḥammed, Bandar, Saʿūd, Turkī, ʿAbd al-Raḥmān, Luʾluʾa e Haifa. Quattro figli hanno imparato il turco in famiglia. ʿIffat era diventata un'abile oratrice anche se non ha mai perso il suo accento turco.
I loro figli sono tutti molto istruiti essendo ex allievi di Princeton, Harvard, Georgetown, Sandhurst e Cranwell. Ha incaricato docenti stranieri di educare le sue figlie. Queste più tardi hanno ricevuto una formazione supplementare in Svizzera. Al contrario, solo 6 su 115 figli del fratello maggiore di Fayṣal, Saʿūd hanno completato gli studi.

## Regina
Regina ʿIffat era un titolo informale datole in ragione della sua popolarità in Arabia Saudita.
Nel 1967, la ha cominciato a fare apparizioni in pubblico in occasione di eventi di stato. Divenne presidente onorario della "Società del Rinascimento dell'Arabia Saudita", che si occupa di garantire l'istruzione professionale alle donne e di assistere famiglie bisognose. Nel quinto anniversario dell'organizzazione ha promosso cliniche gratuite e classi letterarie per le donne.
Le sue attività filantropiche globali includevano iniziative di benessere sociale per le donne. Nel corso del 1960, ha fondato le prime due agenzie sociali in Arabia Saudita: l'Associazione del welfare femminile di Gedda e l'Associazione del welfare femminile di Riyad, "al-Nahḍa" (Rinascita). Questi programmi sono disponibili ancora oggi.

### Educazione
Nel 1943, il principe Fayṣal e la principessa ʿIffat hanno fondato la scuola dei principi di Ṭāʾif, in cui ragazzi e ragazze studiavano insieme. Molti bambini della famiglia reale allargata, vi si sono formati. La maggior parte degli insegnanti erano egiziani o yemeniti. La sezione femminile era riservata alle figlie della famiglia reale allargata.
Nel 1955 ha avviato la prima scuola privata femminile dell'Arabia Saudita a Gedda, la "Dār al-Ḥannān" (in arabo دار الحنان‎?, "Casa della Compassione"). Una delle sue figlie più giovani si è istruita qui. Il nome della scuola è derivato dal Corano. La classe di partenza aveva 15 studentesse. Nel 1956, ha donato denaro e terreni per costruire un orfanotrofio per ragazze in cui sarebbero anche state educate. Nel 1960, ha fondato il primo collegio per ragazze a Riyad, chiamato "Kulliyat al-Banāt".
Nel 1967 ha lanciato la "Nahḍa al-Saʿūdiyya", un'organizzazione per l'educazione delle donne analfabete di Riyad. Nel 1970, ʿIffat ha fondato la prima scuola superiore femminile del paese.
Nell'agosto 1999 pochi mesi prima della sua morte, ha fondato l'Università ʿIffat adiacente alla Dār al-Ḥannān. Questo è il primo ateneo femminile privato del regno senza scopo di lucro.
Ha frequentato molte cerimonie di laurea. I suoi motti erano "Educata te stessa. Siate buone madri. Perfette cittadine saudite. Costruite il vostro paese" e "La madre può essere istruita e pensare al suo bene".
Il Premio Principessa ʿIffat al-Thunayān premia le realizzazioni delle donne.

## Vita personale
ʿIffat aveva capelli color biondo scuro e occhi luminosi. Le piaceva coltivare le rose, parlava un fluente francese e amava leggere. Aveva grandi doti organizzatrici. Quando la zia Jawhara divenne incapace, ʿIffat si prese cura di lei.
È apparsa in molti funzioni di stato, ha ricevuto dignitarie femminili e ha viaggiato in lungo e in largo in tutto il regno. Il suo palazzo aveva una politica di porte aperte, per permettere a qualsiasi cittadino saudita di farle visita. È stata raramente fotografata in pubblico e non è mai apparsa in televisione.

## Morte e funerale
È morta il 17 febbraio 2000 dopo un'operazione non riuscita. È stata sepolta a Riyad dopo la preghiera del venerdì.